# Bácsborsód
Bácsborsód è un comune dell'Ungheria situato nella contea di Bács-Kiskun, nell'Ungheria meridionale di 1 238 abitanti (dati 2009)

## Società

### Evoluzione demografica
Secondo i dati del censimento 2001 il 97,2% degli abitanti è di etnia ungherese, l'1,2% di etnia croata